# سیمین‌ماهی ژاپنی
سیمین‌ماهی ژاپنی (نام علمی: Hypomesus japonicus) نام یک گونه از سرده سیمین‌ماهی‌های شمالی است.